# Stazione di Fiera di Roma
La stazione di Fiera di Roma è una fermata ferroviaria posta sulla linea Roma-Fiumicino, a servizio del polo fieristico della città.

## Storia
La fermata venne attivata il 10 dicembre 2006, in concomitanza con l'apertura del nuovo polo fieristico.

## Strutture e impianti
Si tratta di una fermata non presenziata dotata di 2 marciapiedi e una passerella sopraelevata per l'attraversamento dei binari. È dotata di parcheggio di scambio.
Nella fermata non è presente nessun servizio per i passeggeri (non ci sono biglietterie, punti ristoro, sale d'attesa). Oltre alla nuova fiera, la fermata serve anche il quartiere di Piana del Sole.

## Movimento
La fermata è servita dai treni della FL1.

## Interscambi
- Fermata autobus ATAC